# 卡姆拉赫
卡姆拉赫是德国巴伐利亚州的一个市镇。总面积26.72平方公里，总人口1777人，其中男性907人，女性870人（2011年12月31日），人口密度67人/平方公里。